# Antoine Hyacinthe de Chastenet de Puységur
Antoine Hyacinthe Anne, Comte de Chastenet de Puységur (* 14. Februar 1752; † 20. Januar 1809 in Paris, Frankreich) war ein französischer Marineoffizier, der sich ebenfalls mit Topographie, Hydrographie und Archäologie befasste. Er beendete seine Karriere im Dienst des Königreichs Portugal im Rang eines Konteradmirals.

## Herkunft und Familie
Antoine Hyacinthe Anne de Chastenet de Puységur stammt aus einer Familie des französischen Schwertadels, dem Haus Chastenet de Puységur, aus dem unter anderem auch sein Großvater Jacques François de Chastenet de Puységur (1656–1743), Marschall von Frankreich, Jean Auguste de Chastenet de Puységur (1740–1815), Erzbischof von Bourges und der französische Kriegsminister Louis-Pierre de Chastenet, Graf von Puységur (1727–1807) entstammten.
Armand Marie Jacques de Chastenet de Puységur (1751–1825) war sein älterer Bruder.

## Leben
Puységur trat 1767 im Alter von 15 Jahren als Gardemarin in Toulon in die französische Marine ein. Während seiner Ausbildungszeit belegte er Kurse in Mathematik und Hydrographie bei Étienne Bézout.
1772 wurde er der Besatzung der La Flore unter dem Kommando von Jean-René de Verdun de La Crenne zugeteilt und begab sich auf eine Mission in die Karibik, um die Zuverlässigkeit französischer Marinechronometer zu prüfen. Im gleichen Jahr, erhielt er bei einem Aufenthalt auf den Kanarischen Inseln, die Erlaubnis, Höhlensysteme, die den Altkanariern als Begräbnisstätten gedient hatten, näher zu untersuchen und brachte mehrere Mumien in die Sammlungen der Naturhistorischen Museen von Paris und Madrid.
Im Jahr 1776 befehligte er die Korvette L’Espiègle, die Jean-Charles de Borda auf der La Boussole während seiner Expedition zu den Kanarischen Inseln und an die Küsten Afrikas begleitete. Während dieser Reise lernte er den Umgang mit dem von Ferdinand Berthoud entwickelten Marinechronographen.
In der Folge diente Puységur im Amerikanischen Unabhängigkeitskrieg. 1781 wurde er für seine Dienste zum Ritter des Ordre royal et militaire de Saint-Louis ernannt und gleichfalls in die Society of the Cincinnati aufgenommen.
Wie seine Brüder Armand Marie Jacques und Jacques Maxime interessierte er sich für den Animalischen Magnetismus, war ab 1782 Schüler von Franz Anton Mesmer und ab 1784 auch Mitglied in dessen Société de l’harmonie universelle.
Noch 1784 siedelte Puységur nach Saint-Domingue um und lebte in Cap-Haïtien. Dort gründete er 1784 oder 1785 eine eigene Société de l’harmonie.
Wegen der französischen Revolution emigrierte Puységur 1791 und schloss sich zunächst der Armee der Emigranten an. Später trat er in den Dienst der britischen und dann der portugiesischen Marine, wo er zum Konteradmiral aufstieg und den portugiesischen Christusorden erhielt.
1798 evakuierte er Ferdinand IV.  und seine Familie aus Neapel und brachte sie auf dem von ihm befehligten Schiff nach Sizilien.
Als er 1803 nach Frankreich zurückkehrte, nahm er seinen Dienst nicht wieder auf und starb 1809.

## Veröffentlichungen
Puységur veröffentlichte ab 1779 mehrere Karten sowie hydrographische Werke, unter anderem:
- Détail sur la navigation aux côtes de Saint-Domingue et dans ses débouquemens. Imprimerie royal. Paris. 1787.
- Entrée de la rivière de Savanah dans le Continent de l’Amérique. 1779.
- Carte réduite de l’Isle de St Domingue levée, dressée et publiée par ordre du Roi, sous le Ministère de M. le Mal de Castries. 1787.
- Carte réduite des débouquemens de St. Domingue levée, dressée et publiée par ordre du Roi. 1787.
- Carte de Saint Domingue de Port au Prince au cap Mongon, 1785.
- Plan de la baye de l’Acul et des environs levée en 1785, 1785.